# DJ Static
Thorbjørn Schwarz, bedre kendt under sit kunstnernavn DJ Static er en dansk disc jockey og producer, som står bag en række udgivelser og mixtapes. Han spiller primært musik inden for genrene electronica, funk og hiphop
DJ Static har en lang karriere som producer bag sig og har også vundet både danske og europæiske mester-skaber i mixing. I fem år i træk (2004-2008) vandt han endvidere Danish DeeJay Awards som landets bedste DJ. Han har igennem 10 år været DJ og lyddesigner til arrangementet 
MC's Fight Night, et job som han senere overdragede til DJ Noize.
I 1991 flyttede DJ Static til Aarhus, hvor han efter noget tid etablerede sig med egne arrangementer på diverse spillesteder. Ved siden af det foretagende deltog han i flere dj-konkurrencer og vandt blandt andet DM i Mix i flere omgange.
I august 2012 udgav han sit debutalbum, Rolig Under Pres, som toppede hitlisten den første uge og i dag har det solgt knap 4.000 eksemplarer og er blevet streamet over en million gange. GAFFAs musikanmelder Maria Therese Seefeldt Stæhr mente, at albummet "bør blive obligatorisk pensum i dansk hiphopundervisning."
DJ Static er også indehaver af pladeselskabet City Hall Music, som drives sammen med Rasmus Lauridsen. Sammen med Bang Bang Club og Christian Dyhr er han desuden involveret i event og grafik bureauet Hele Vejen, som blandt andet står bag Blauw Blauw arrangementerne på Vestergade 58 i Aarhus. 
Når han optræder spiller han ofte sammen med forskellige kunstnere, her i blandt Negash Ali, Per Vers, Jøden, Majors og Temu.

## Konkurrencer og prisuddelinger
- 1997: Europa mester ITF champion
- 1998: Dansk mester ITF / Dansk mester i DMC Champion / DMC world finalist
- 1999: Dansk mester DMC champion / DMC world finalist
- 2004-2008: Danmarks bedste Hiphop dj (5 gange)
- 2009: Schumacher Lifetime Achievement Award

## Diskografi

### Album
- 2005: Static & Nat ill - Teamwork
- 2007: Jøden MonkeyJuice
- 2008: Majors - Majors (together with Dj Noize, Negash Ali, Nat ill and J-Spliff)
- 2009: Negash Ali - Asmarino
- 2012: Rolig Under Pres
- 2013: Jonny Hefty & Jøden - Den Fede
- 2017: From The Beginning

### Udvalgte udgivelser
- DJ Static / "Mr. Fantastic" (2001)
- DJ Static / "Definitionen Af En DJ" (Static Mix) (2001)
- Static & Nat ill - 50/50 12" (2002)
- The Nighshift Mixtape pt1 (2005)
- The Nightshift Mixtape (2006)
- Per Vers / "City of Dreams" (2005)
- Per Vers / "Moder Vor" (2005)
- Per Vers / "Et Øjebliks Stilhed" (2005)
- Jokeren, DJ Static, Pato / "Rigdom er Freedom" (2005)
- Majors / "Sucker Never Play Me" (EP) (2008)
- Peter Sommer / "Sandhed Nr. 502" (DJ Static Remix) (2008)
- Pede B og DJ Static / "Hvor Er Du Henne" (2008)
- The Champs / "Hell Motherfucking Yeah" (2009)
- Dj Static & Ras Money - Rhymes 2 Riddims
- Blauw Blauw Mixtape
- Fordi Jeg Kan Mixtape
- Clemens (rapper) - Liquid Cocaine

### Musikvideoer
- "Get Up Get Out" (Static & Nat Ill) (2006)
- "Raised On" (Static & Nat ill) 2006
- "Put it Down" (Static & Nat ill) 2006
- "Chefpikken" (Static feat. Jokeren) (2012)
- "Do it" (Static feat. Black El) (2012)
- "Fucker Rundt Alene" (feat. Peter Sommer, Shaka Loveless, Tue Track) (2012)
- "Som En Vinder" (feat. Raske Penge, Danni Toma) (2012)